# Dălhăuți
Dălhăuți – wieś w Rumunii, w okręgu Vrancea, w gminie Cârligele. W 2011 roku liczyła 733
mieszkańców.